# سیتکا (آلاسکا)
سیتکا (به انگلیسی: Sitka) شهری در بخش سیتکا، آلاسکا ایالت آلاسکا است که جمعیت آن در سرشماری سال ۲۰۰۰ میلادی ۸۸۳۵ نفر بوده‌است.